# SN51
SN51 (wcześniej m.in. 090001MsB, 090008MsBi) – seria wagonów silnikowych wyprodukowanych przez zakłady WUMAG w latach 1930–1939. PKP po II wojnie światowej eksploatowało 12 egzemplarzy tych wagonów. Wagony wchodzące w skład serii różniły się szczegółami konstrukcyjnymi.

## 090001MsB
Wagon został zbudowany przez firmę WUMAG w 1934 na zamówienie Kolei Gór Izerskich, eksploatującej linię z Mirska do Świeradowa Zdroju. Wagon był napędzany silnikiem Mercedes-Benz. W 1938 zmieniono silnik na większy oraz zamontowano zderzaki i sprzęg śrubowy dzięki czemu mógł ciągnąć lekkie wagony doczepne. Wagon spalinowy został bardzo dobrze oceniony przez zleceniodawcę, ale ponieważ szybko okazał się zbyt mały zatem zamówiono dwie większe jednostki, a pierwszy przekazano pobliskiej Kolei Zgorzeleckiej. Po 1945 wagon służył w DOKP Wrocław jako 090001MsB. Pod koniec lat 50. oznaczenie zmieniono na SN51-02.  Wagon został wycofany z ruchu pasażerskiego w latach siedemdziesiątych. Do połowy lat osiemdziesiątych był jeszcze wykorzystywany jako pojazd inspekcyjny a następnie skreślony z inwentarza. 
Obecnie stacjonuje w Skierniewicach oczekując naprawy.

## Inne
Inny wagon o podobnej konstrukcji funkcjonował w rejonie Białowieży i nosił oznaczenie 090008MsBi.
W 1959 roku podczas zmiany oznaczeń lokomotyw i wagonów silnikowych wagonom spalinowym o podobnej konstrukcji nadano wspólne oznaczenie serii SN51.
Wagony eksploatowane na kolejach niemieckich od 1949 nosiły oznaczenie VT 135.